# Drummond—Arthabaska
Pour les articles homonymes, voir Drummond et Arthabaska (homonymie).
Drummond—Arthabaska fut une circonscription électorale fédérale de la région de Centre-du-Québec au Québec. Elle fut représentée de 1867 à 1968.
C'est l'Acte de l'Amérique du Nord britannique de 1867 qui créa ce qui fut appelé le district électoral de Drummond—Arthabaska. La circonscription fut redistribuée parmi Richmond, Drummond et de Lotbinière en 1966.

## Géographie
En 1952, la circonscription de Drummond—Arthabaska comprenait:
- Les municipalités de Saint-Jean-Baptiste, Grantham-Ouest, L'Avenir, Saint-Nicéphore, Saint-Simon-de-Drummond, Wickham, les cantons-unis de Wendover et Simpson, Notre-Dame-du-Bon-Conseil, Saint-Lucien, Sainte-Anne-du-Sault, Saint-Louis-de-Blandford, Saint-Rémi-de-Tingwick et Daveluyville
- Les villages de Drummondville-Ouest, Saint-Cyrille et de Wickham-Ouest
- Les villes de Drummondville, Saint-Joseph-de-Grantham, Arthabaska et Victoriaville

## Députés
1. 1867-1872 — Louis-Adélard Sénécal, Conservateur
2. 1872-1874 — Pierre-Nérée Dorion, Libéral
3. 1874-1877 — Wilfrid Laurier, Libéral
4. 1877¹-1887 — Désiré Olivier Bourbeau, Conservateur
5. 1887-1897 — Joseph Lavergne, Libéral
6. 1897¹-1910 — Louis Lavergne, Libéral
7. 1910¹-1911 — Arthur Gilbert, Nationaliste
8. 1911-1921 — Joseph-Ovide Brouillard, Libéral
9. 1921-1925 — Joseph Napoléon Kemner LaFlamme, Libéral
10. 1925-1940 — Wilfrid Girouard, Libéral
11. 1940-1957 — Armand Cloutier, Libéral
12. 1957-1962 — Samuel Boulanger, Libéral
13. 1962-1963 — David Ouellet, Crédit social
14. 1963-1968 — Jean-Luc Pépin, Libéral

¹ = Élections partielles